# Perušić
Perušić és una localitat de Croàcia, es troba al Comtat de Lika-Senj, pertany al municipi de Perušić.

## Demografia
Al cens del 2011 la població del municipi era de 2.638 habitants distribuïts en les localitats següents:
- Bakovac Kosinjski - 126
- Bukovac Perušićki - 91
- Donji Kosinj - 494
- Gornji Kosinj - 132
- Kaluđerovac - 24
- Klenovac - 32
- Konjsko Brdo - 118
- Kosa Janjačka - 98
- Krš - 32
- Kvarte - 193
- Lipovo Polje - 122
- Malo Polje - 74
- Mezinovac - 24
- Mlakva - 51
- Perušić - 852
- Prvan Selo - 97
- Selo Sveti Marko - 34
- Studenci - 44